# Cala (hinduísmo)

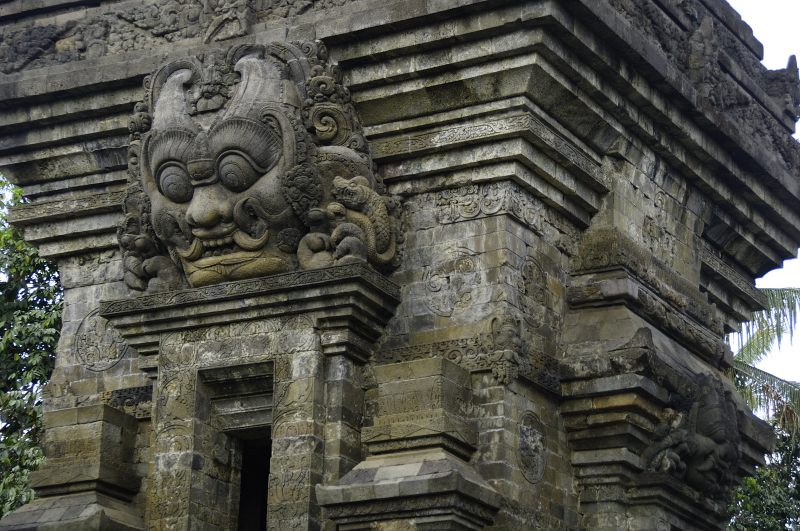
A cabeça de Cala esculpida na entrada do, na regência de, Java Oriental

Cala (em sânscrito: काल; romaniz.: Kālá), em tâmil: காலம் , Kaalam  ou Kaala) é um deus do tempo do hinduísmo. Segundo o Atarvaveda, é tido como o "primeiro deus" e o criador do céu e da terra. Cala também é um dos nomes do deus da morte Iama.